# آبشار نوری
آبشار نوری (به انگلیسی: Noori Waterfall) یک آبشار در پاکستان است که در هری‌پور، پاکستان واقع شده‌است.